# Epimyrma tamarae
Epimyrma tamarae là một loài kiến thuộc họ Formicidae. Đây là loài đặc hữu của Gruzia.